# Choristoneura evanidana
Choristoneura evanidana es una especie de polilla del género Choristoneura, tribu Archipini, subfamilia Tortricinae. Fue descrita científicamente por Kennel en 1901.

## Distribución
Se distribuye por Europa: Rusia.